# ヴァリック・ストリート
ヴァリック・ストリート (Varick Street) はニューヨーク市マンハッタンを南北に走る通りである。車線は南行きの一方通行である。ヴァリック・ストリートの北端はウエスト・ヴィレッジのクラークソン・ストリート (Clarkson Street) であり、それより北は南7番街となる。その南端はトライベッカのレオナード・ストリートのすぐ南のウエスト・ブロードウェイと合流する地点である。途中でハドソン・スクエアを通る。途中で横切る主な東西方向の通りはハウストン・ストリートおよびキャナル・ストリートなどである。 ヴァリック・ストリートの右二車線はブルーム・ストリートとの交差点からはホランド・トンネルに入る車専用の車線となる。この地点はラッシュアワーには渋滞ポイントとなっている。

## 歴史
ヴァリック・ストリートは初期のニューヨーク州議会議員かつ1789年から1801年までニューヨーク市長を務めたリチャード・ヴァリックから取られている。彼はこの辺りの不動産を所有していた。
ヴァリック・ストリートの道幅は1917年の7番街の延伸の期間に拡張された。この拡張プロジェクトによってセント・ジョンズ教会などの多くの古い建物が解体された。こうして、ミッドタウンとロウワー・マンハッタンを結ぶ新しい自動車道が開通することとなった。このプロジェクトにより、IRTブロードウェイ-7番街線の建設につながった。

## 交通機関
ダウンタウンM20バス路線はヴァリック・ストリートの全区間にまたがっている。また、クロスタウンM21バスは、西行きではハウストン・ストリートとの交差点で、東行きではスプリング・ストリートとの交差点でヴァリック・ストリートを横切る。
地下鉄IRTブロードウェイ-7番街線（12線）のハウストン・ストリート駅、キャナル・ストリート駅およびフランクリン・ストリート駅はヴァリック・ストリート上に位置している。

## ランドマーク
- 1853年、ハインリヒ・エンゲルハルト・シュタインヴェーク（後にヘンリー・スタインウェイに改名）[3]は、スタインウェイ・アンド・サンズのアメリカにおける最初の工場をヴァリック・ストリート 85の背後にあるロフト内に立ち上げた[4]。